# Marquise Moore
Marquise Moore (Queens, Nueva York, 22 de diciembre de 1994) es un baloncestista estadounidense que actualmente se encuentra sin equipo. Con 1,88 metros de estatura, juega en la posición de base. 

## Trayectoria deportiva

### Universidad
Jugó cuatro temporadas con los Patriots de la Universidad George Mason, en las que promedió 10,9 puntos, 5,9 rebotes y 3,1 asistencias por partido. En su última temporada fue elegido como jugador más mejorado de la Atlantic 10 Conference e incluido en el segundo mejor quinteto de la conferencia.

### Profesional
Tras no ser elegido en el Draft de la NBA de 2017, disputó las Ligas de Verano de la NBA con los Minnesota Timberwolves. El 21 de octubre fue elegido en la octava posición del Draft de la NBA G League por los Iowa Wolves. En su primera temporada promedió 5,1 puntos y 3,0 rebotes por partido, cifras que le permitieron volver al año siguiente para mejorarlas hasta los 9,0 puntos y 5,0 rebotes por encuentro. Pero el 18 de noviembre de 2019, recién comenzada la Temporada 2019-20 fue despedido.